# Gerald Nagler
Gerald Nagler, avstrijsko-švedski podjetnik, borec za človekove pravice, * 10. december 1929, Dunaj, † 23. julij ali 24. julij 2022.

## Življenje
Star dve leti se je z družino preselil z Dunaja v Stockholm. Najprej je delal v očetovem podjetju. Prijatelj, ameriški rabin Morton Narrowe, mu je svetoval, naj gre v Sovjetsko zvezo. Leta 1970 je res odšel na Vzhod, tam se je povezal z Andrejem Sacharowem in njegovo ženo Jeleno Bonner proti diskriminaciji ruskih Judov (t. i. Refusenik).
Nagler je tudi soustanovitelj mednarodne helsinške federacije za človekove pravice s sedežem na Dunaju. Tam je bil predsednik od 1982 do 1992, zdaj pa je častni predsednik.
Od leta 2009 je bil član mednarodnega sveta za Avstrijsko službo v tujini. 